# The Hoaxters
Pour plus de détails, voir Fiche technique et Distribution.
The Hoaxters est un film documentaire américain réalisé par Herman Hoffman, sorti en 1952. 
Ce documentaire de 36 minutes, réalisé lors de la période du maccarthisme — notamment de la seconde peur rouge — aborde la « menace communiste » aux États-Unis. Le film commence par la chute du fascisme et du nazisme à la fin de la Seconde Guerre mondiale, puis présente l'histoire du communisme en Russie, en mettant en garde les Américains contre l'arrivée d'un tel type de société.
Le film est nommé pour l'Oscar du meilleur film documentaire lors de la 25e cérémonie des Oscars, en 1953.

## Fiche technique
- Titre : The Hoaxters
- Réalisation : Herman Hoffman
- Scénario : Herman Hoffman
- Musique : Rudolph G. Kopp
- Montage : Harry Komer, Laurie Vejar
- Producteur : Herman Hoffman, Dore Schary
- Sociétés de production : Metro-Goldwyn-Mayer
- Sociétés de distribution : Metro-Goldwyn-Mayer
- Pays d'origine :  États-Unis
- Langue : Anglais
- Format : Noir et blanc — 35 mm — 1,37:1 — Son : Mono
- Genre : Film documentaire
- Durée : 36 minutes
- Date de sortie :
  - États-Unis : 5 décembre 1952

## Distribution
- Marilyn Erskine : narratrice (voix)
- Howard Keel : narrateur (voix)
- George Murphy : narrateur (voix)
- Walter Pidgeon : narrateur (voix)
- Dore Schary : narrateur (voix)
- Barry Sullivan : narrateur (voix)
- Robert Taylor : narrateur (voix)
- James Whitmore : narrateur (voix)
- Winston Churchill : lui-même
- Dwight D. Eisenhower : lui-même
- William Green : lui-même
- Hermann Göring : lui-même
- Rudolf Hess : lui-même
- Adolf Hitler : lui-même
- J. Edgar Hoover : lui-même
- George V : lui-même
- Lénine : lui-même
- George C. Marshall : lui-même
- George Meany : lui-même
- Vyacheslav Molotov : lui-même
- Benito Mussolini : lui-même
- Walter Reuther : lui-même
- Jackie Robinson : elle-même
- Rachel Robinson : elle-même
- Franklin D. Roosevelt : lui-même
- Joseph Staline : lui-même
- Adlai Stevenson : lui-même
- Hideki Tojo : lui-même
- Leon Trotsky : lui-même
- Harry S. Truman : lui-même